# Les Exploits de Sherlock Holmes
Les Exploits de Sherlock Holmes  — The Exploits of Sherlock Holmes dans l'édition originale britannique — est un recueil de nouvelles policières américano-britannique, paru en 1954. Il s'agit de douze pastiches des aventures mettant en scène Sherlock Holmes, écrits par Adrian Conan Doyle, le fils d'Arthur Conan Doyle, en collaboration avec l'auteur américain John Dickson Carr. Pendant la rédaction, ce dernier tombe malade, c'est pourquoi seuls les six premiers récits du recueil sont considérés comme des œuvres issues de sa plume. 

## Contexte
John Dickson Carr avait noué des liens étroits avec les descendants d'Arthur Conan Doyle. Il avait obtenu l'accès aux papiers et journaux personnels du créateur de Sherlock Holmes, afin de publier une biographie de l'écrivain. Peu après, Adrian, le fils, lui proposa l'écriture de douze pastiches ayant chacun comme point de départ une affaire mentionnée dans les récits du Dr Watson, mais jamais racontée par ses soins.

## Liste des nouvelles
1. L'Aventure des sept horloges ((en) The Adventure of the Seven Clocks)
2. L'Aventure du chasseur d'or ((en) The Adventure of the Gold Hunter)
3. L'Aventure des joueurs de cire ((en) The Adventure of the Wax Gamblers)
4. L'Aventure du miracle de Highgate ((en) The Adventure of the Highgate Miracle)
5. L'Aventure du sombre baronet ((en) The Adventure of the Black Baronet)
6. L'Aventure de la chambre hermétiquement close ((en) The Adventure of the Sealed Room)
7. L'Aventure de Foulkes Rath ((en) The Adventure of Foulkes Rath)
8. L'Aventure du rubis d'Abbas ((en) The Adventure of the Abbas Ruby)
9. L'Aventure des anges noirs ((en) The Adventure of the Dark Angels)
10. L'Aventure des deux femmes ((en) The Adventure of the Two Women)
11. L'Aventure de l'horreur de Deptford ((en) The Adventure of the Deptford Horror)
12. L'Aventure de la veuve rouge ((en) The Adventure of the Red Widow)

## Éditions
Édition originale en anglais
- (en) Adrian Conan Doyle and John Dickson Carr, The Exploits of Sherlock Holmes, London, John Murray publisher, 1954, 313 p.

Éditions françaises
- (fr) Adrian Conan Doyle (auteur), John Dickson Carr (auteur) et Gilles Vauthier (traducteur), Les Exploits de Sherlock Holmes [« The Exploits of Sherlock Holmes »], « in » Œuvres complètes, vol. 10, Paris, Robert Laffont, 1958 (BNF 32042762)
- (fr) Adrian Conan Doyle (auteur), John Dickson Carr (auteur) et Gilles Vauthier (traducteur), Les Exploits de Sherlock Holmes [« The Exploits of Sherlock Holmes »], Paris, LGF, coll. « Le Livre de poche policier no 2423 », 1968, 381 p. (BNF 32985889)
- (fr) Adrian Conan Doyle (auteur), John Dickson Carr (auteur) et Gilles Vauthier (traducteur), Les Exploits de Sherlock Holmes [« The Exploits of Sherlock Holmes »], Paris, Robert Laffont, 1975, 299 p. (BNF 34589210)
- (fr) Adrian Conan Doyle (auteur), John Dickson Carr (auteur) et Gilles Vauthier (traducteur), Les Exploits de Sherlock Holmes [« The Exploits of Sherlock Holmes »], « in » Sherlock Holmes, vol. 2, Paris, Robert Laffont, coll. « Bouquins », 1979, 919 p. (ISBN 2-221-50045-8, BNF 37697803)
  - Ce volume omnibus réunit les romans et recueils de nouvelles suivants : La Vallée de la peur, Le Chien des Baskerville, Les Archives de Sherlock Holmes, Son dernier coup d'archet et, en appendice, Les Exploits de Sherlock Holmes, la nouvelle Le Diamant de la Couronne et la pièce de théâtre Sherlock Holmes.